# Jan Buczacki-Litwinowski
Jan Buczacki-Litwinowski herbu Abdank – starosta trembowelski. 
Był synem Michała Buczackego, wojewody podolskiego, kasztelana halickiego, starosty halickiego, kamienieckiego i przemyskiego, i Elżbiety z Knihinic i z Podhajec.
29 maja 1441 król zapisał mu 100 grzywien za aksamitny płaszcz, który on podarował Jerzemu Strumille. W 1445 został opiekunem swoich młodszych braci Mikołaja, Piotra, Jakuba, Michała.
Jego żoną była Jadwiga z Brzeżan, z którą pozostawił syna Jana i córkę Annę.